# Baħrija
Baħrija est un site archéologique daté de l'Âge du bronze situé sur le promontoire de Qlejgħa, sur la côte ouest de l'île de Malte.

## Chronologie
Situé sur le promontoire de Qlejgħa, entre le wied de Baħrija et la côte ouest de Malte, près du village de Baħrija, c’est le seul site archéologique connu correspondant aux derniers arrivants sur l'ile avant les Phéniciens.
Le site a été réutilisé aux époques punique et romaine jusqu’au IVe siècle de notre ère.

## Description
Les archéologues y ont reconnu les murs de fondation d’une vaste construction en forme d’esplanade comprenant des salles ordonnées autour d’une cour centrale, où une fosse dans le sol révèle la présence d'une ancienne citerne. À quelque distance du site se trouve un temple daté de 2000 à 1500 av. J.-C.

## Céramique
La poterie de Baħrija est d'une couleur entre le gris foncé et le noir, avec un engobe noir aux dessins géométriques quelquefois complexes (zigzags, méandres…). Ce décor est profondément gravé de cannelures de section carrée et comblées de pâte blanche. Cette poterie maltaise peut être rapprochée de celle de Calabre de la culture des tombes à fosses. Cette poterie typique de Baħrija a été retrouvée sur d’autres sites maltais comme à Għar Dalam, Borġ in-Nadur et Tas-Silġ.